# رای‌گیری زودهنگام
رای‌گیری زودهنگام به شکلی از رای‌دهی گفته می‌شود که طی آن افراد رای‌دهنده در یک انتخابات عمومی می‌توانند پیشاپیش تاریخ برگزاری انتخابات، رای بدهند. این نوع از رای‌دادن را می‌تواند هم از راه دور انجام داد (مثلاً از طریق سیستم پستی) و هم حضوری که رای‌دهنده شخصاً به صندوق‌های مشخص‌شده رای رفته و رای می‌دهد. معمولاً تاریخ آغاز این نوع رای‌گیری و مدت زمانی که جریان دارد در نقاط مختلف متفاوت هستند اما هدف نهایی این است که علاوه بر افزایش مشارکت در انتخابات، از ازدحام بیش از حد جمعیت در روز رای‌گیری جلوگیری شود.
معمولاً افرادی از این نوع رای‌گیری استفاده می‌کنند که در روز رای‌گیری قادر به دسترسی به حوزه‌های رای‌دادن نباشند. همین‌طور کارکنان دخیل در فرایند انتخابات، کارکنان کمپین‌های انتخاباتی هم معمولاً از این روش رای‌دادن بهره می‌برند. در طول سال‌های اخیر تعداد افرادی که از این شیوه رای دادن استفاده کردند همواره رو به افزایش بوده‌است.